# Mechaniczna pomarańcza (powieść)
Mechaniczna pomarańcza lub Nakręcana pomarańcza (ang. A Clockwork Orange) – powieść angielskiego pisarza Anthony’ego Burgessa z 1962 roku.
Książka ma charakter eksperymentu lingwistycznego. W oryginale powieść została napisana w stworzonym przez autora slangu, hybrydzie kolokwialnego języka angielskiego z zapożyczeniami rosyjskimi. W Polsce książkę przetłumaczył Robert Stiller, najpierw w wersji polsko-rosyjskiej (tzw. wersja R), a następnie w wersji polsko-angielskiej (tzw. wersja A); we wstępie do tego wydania zapowiadał również wersję polsko-niemiecką.
Książka stała się nagłośniona, a ze względu na tematykę często podlegała cenzurze. Odcisnęła swoje piętno na sztuce, stając się motywem zapożyczeń czy adaptacji wielu sztuk teatralnych. W 1971 roku powieść doczekała się głośnej ekranizacji filmowej Mechaniczna pomarańcza w reżyserii Stanleya Kubricka.

## Fabuła
Jest to opowieść o nastoletnim Aleksie, który w dzień jest przykładnym, choć niesfornym synkiem, zakochanym w muzyce Ludwiga van Beethovena, lecz każdej nocy wyrywa się z domu, by stać się członkiem bandy. Zdradzony przez kolegów, trafia do więzienia, gdzie decyduje się zamienić wyrok na udział w eksperymencie resocjalizacyjnym. Ów eksperyment obrzydza mu przemoc tak skutecznie, że od tej pory nie jest w stanie się nawet bronić. Jego przypadek zostaje wykorzystany w rozgrywkach politycznych, a sam Alex „wyleczony jak trza”.
Powieść zawiera również epilog, który jednak pominięto w niektórych wydaniach (a także w filmie). W epilogu Alex wraca do trybu życia z początku powieści; jest już jednak starszy, przestają go bawić dotychczasowe rozrywki.
Istotnym elementem fabuły jest fikcyjna terapia Ludovica. Zastosowano ją eksperymentalnie na głównym bohaterze Aleksie, w ramach resocjalizacji po jego wyjściu z więzienia. Terapię prowadził doktor Brodsky w porozumieniu z Ministrem Spraw Wewnętrznych. Pacjentowi wstrzykiwano w pośladek tak zwany płyn Ludovica. Robiono to codziennie do czasu, gdy płyn przeniknął do organizmu na stałe. Lekarze sadzali pacjenta na specjalnym krześle i krępowali mu kończyny, a powieki przytrzymywali rozwórkami, aby nie można ich było zamknąć. Następnie pacjent był zmuszany do oglądania brutalnych scen, które po pewnym czasie powodowały u niego nudności. Celem terapii było wywołanie uczucia lęku towarzyszącego myśli o przemocy i, co za tym idzie, niechęci do agresywnych zachowań. Po wyjściu z ośrodka „terapeutycznego” Alex był niezdolny do przemocy nawet w obronie własnej. Oprócz tego miał awersję do seksu. Alex został przypadkowo uwarunkowany także przeciwko wszelkiego rodzaju muzyce klasycznej (choć w filmie z 1971 tylko przeciw dziewiątej symfonii Ludwiga van Beethovena).

## Nawiązania
Do postaci głównego bohatera nawiązuje piosenka niemieckiego punkrockowego zespołu Die Toten Hosen pt. Hier kommt Alex. Z kolei do miejsca wydarzeń (baru, który odwiedza główny bohater z kolegami) nawiązuje tytuł płyty oraz utworu polskiego zespołu Myslovitz: Korova Milky Bar (Bar Mleczny Korowa). Poza tym różne piosenki o tytule Mechaniczna pomarańcza stworzyło wiele polskich zespołów, między innymi Paktofonika.
Motyw terapii Ludovica wykorzystano w dziewiętnastym odcinku trzeciego sezonu serialu Simpsonowie pod tytułem Pies śmierci. Po raz drugi w Simpsonach nawiązano do terapii w czwartym odcinku dwudziestego szóstego sezonu pod tytułem Treehouse of Horror XXV, gdzie oczy Moe Szyslaka zostają celowo przytrzymane, aby mógł oglądać telewizję.
Piosenka Davida Bowiego Girl Loves Me z płyty „★” została napisana częściowo w Nadsat, slangu używanym w książce.